# Stronie Śląskie
Stronie Śląskie (udtale: [ˈstrɔɲɛ ˈɕlɔ̃skʲɛ]; tysk: Seitenberg)  er en by  i  den  sydlige  del af  Voivodskabet Nedre Schlesien i det sydvestlige Polen.  Byen  har 5.178(2021) indbyggere og et areal på 2,49   km².  Den er en del af   powiatet (amt) Kłodzko.  Den ligger cirka 23 km sydøst for Kłodzko, og 93 km syd for den regionale hovedstad Wrocław i det historiske Kłodzko Land.

## Historie
Bebyggelsen blev grundlagt i det 14. århundrede. Gennem århundreder har den skiftet ejere mange gange.
I midten af det 15. århundrede blev landsbyen en del af Grevskabet Glatz i Kongeriget Bøhmen. I det 16. og 17. århundrede var der en del minedrift efter metaller.

## Galleri
- Tidligere  palads for Prinsesse Marianne af  Nederlandene, i dag rådhus.
- Sankt Onuphrius kapel
- Vor Frue, Dronning af Polen og Sankt Maternus kirke
- Kristi opstandelseskirke
- Villa Elise